# Dahari Selebar
Dahari Selebar is een bestuurslaag in het regentschap Batu Bara van de provincie Noord-Sumatra, Indonesië. Dahari Selebar telt 5001 inwoners (volkstelling 2010).